# Pseudodistoma digitata
Pseudodistoma digitata is een zakpijpensoort uit de familie van de Pseudodistomidae. De wetenschappelijke naam van de soort werd in 2001 voor het eerst geldig gepubliceerd door het echtpaar Claude en Françoise Monniot.